# Adelphostigma
Adelphostigma – rodzaj węży z podrodziny ślimaczarzy (Dipsadinae) w obrębie rodziny połozowatych (Colubridae).

## Rozmieszczenie geograficzne
Rodzaj obejmuje gatunki występujące w Ameryce Południowej (Brazylia, Peru, Boliwia, Paragwaj, Argentyna i Urugwaj). 

## Systematyka
Rodzaj zdefiniował w 2022 roku brazylijski zespół zoologów (Arthur Diesel Abegg, Alfredo Pedroso dos Santos, Henrique Caldeira Costa, Jaqueline Battilana, Roberta Graboski, Fernanda S.L. Vianna, Weverton dos Santos Azevedo, Nelson J.R. Fagundes, Clément M. Castille, Pedro C. Prado, Sandro L. Bonatto, Hussam Zaher & Felipe Gobbi Grazziotin) w artykule zatytułowanym Rosnąca liczba taksonów sugeruje całkowitą reorganizację taksonomiczną w Echinantherini (Serpentes: Dipsadidae), opublikowanym w czasopiśmie „Frontiers in Ecology and Evolution”. Gatunkiem typowym jest (oryginalne oznaczenie) A. occipitalis.

### Etymologia
Adelphostigma: gr. αδελφος adelphos ‘brat’; στιγμα stigma, στιγματος stigmatos ‘znak, punkt’, od στιζω stizō ‘tatuować’.

### Podział systematyczny
Do rodzaju należą następujące gatunki:
- Adelphostigma occipitalis (Jan, 1863)
- Adelphostigma quadriocellata (Santos, Di-Bernardo & de Lema, 2008)